# نوکر (فیلم ۱۹۷۹)
نوکر (انگلیسی: Nauker) یک فیلم به کارگردانی اسماعیل ممون است که در سال ۱۹۷۹ منتشر شد. از بازیگران آن می‌توان به سانجیو کومار، جایا باچان، محمود علی، و لالیتا پاوار اشاره کرد.